# Gaga (divinité)
Pour les articles homonymes, voir Gaga.
Gaga est une divinité babylonienne mineure apparaissant dans l'Enuma Elish. Il est envoyé par Anshar aux forces de Tiamat avec l'annonce officielle de préparation au combat de Marduk contre Tiamat.